# Sensitive
Mimosa pudica · Mimosa pudique
Espèce
Classification phylogénétique
Statut de conservation UICN

 LC  : Préoccupation mineure
La Sensitive ou le Mimosa pudique (Mimosa pudica) est une espèce de plantes à fleurs, de la famille des Fabacées (anciennement des Mimosacées). C'est une plante rampante de 10 à 40 cm de haut (pouvant atteindre dans la nature un peu plus d'un mètre), originaire d'Amérique centrale et largement naturalisée à travers le monde.
Elle est connue aux Antilles françaises sous les noms de Manzelle Marie, Marie-honte, herbe mamzelle ou honteuse femelle, à l'île Maurice et La Réunion sous le nom de sensitive ou trompe la mort, en Nouvelle-Calédonie sous le nom de sensitive.
Cette espèce dite « sensitive » est souvent utilisée en laboratoire comme espèce modèle pour l'étude des mécanismes de perception chez les plantes ; tout comme le sainfoin oscillant (Codariocalyx motorius), elle l'a notamment été au début du XXe siècle par Jagadish Chandra Bose.

## Description
C'est une herbe à base ligneuse, à tiges herbacées grêles, rampantes ou ascendantes, épineuses, parfois grimpantes. La plante se révèle très épineuse au stade adulte.
Le feuillage est normalement persistant, pourvu de feuilles alternes, composées et bipennées.
La feuille est typique avec son long pétiole (3 à 6 cm) portant à l'extrémité 2 paires de pennes (parfois une seule) très rapprochées, chacune de ces pennes comportant de 15 à 25 folioles de 6 à 10 mm de long, très irritables.

### Thigmonastie
Les feuilles alternes ont la particularité de se replier au moindre choc (le vent, la pluie, le toucher…), ce qui en jargon botanique est appelé thigmonastie. Il s'agit de l'un des mouvements les plus spectaculaires du règne végétal. Cet exemple de sensibilité des plantes a déjà été étudié par le naturaliste portugais Cristobal Acosta au XVIe siècle. Ce mouvement est réalisé par des petits renflements à la base des feuilles et des folioles. Ces renflements, appelés pulvinus, sont composés de cellules « motrices » spécialisées et sont gonflés d'eau. Au moindre attouchement, cette eau est évacuée dans les tissus avoisinants. La rétraction des feuilles touchées commence dans le dixième de seconde après le contact, et se déroule en deux temps selon l'importance du contact. Tout d'abord, les folioles touchés se replient et « disparaissent à la vue » en environ 3 à 4 secondes. Un choc plus fort induit le repli des feuilles voisines, et s'il est plus fort encore le mouvement de repli atteint toutes les feuilles d'un même côté puis est suivi du repli des feuilles du côté opposé de la plante. Il y a donc deux transmissions distinctes : la première rétractation des folioles qui se propage à environ 2 m/min, et dans un deuxième temps la rétractation des feuilles, quatre fois plus lente, atteignant toute la plante. Le tout est en trois mouvements : les folioles, les feuilles, puis toute la plante.
 Une fois le calme revenu, les feuilles reprennent leur port.
Ce mouvement est réalisé même lors de longues sécheresses. Des hypothèses plausibles sont émises quant à la raison de ce camouflage : protection contre les intempéries et contre les prédateurs herbivores (la fermeture effrayerait l'herbivore ou le rameau sans feuilles, voire replié sur lui-même, présenterait un aspect moins appétissant). Reste à savoir pourquoi cette stratégie n'est pas employée par d'autres plantes si elle est aussi efficace qu'il y paraît.
En 2022, la mesure simultanée de la concentration en ions calcium dans le cytosol et des signaux électriques montre que toucher une feuille du Mimosa pudique entraîne un enrichissement en Ca2+ à la base des folioles, qui induit une perte d'eau et le repliement de ces folioles. En bloquant ce processus par manipulation génétique, la même étude montre que les mimosas mutants sont davantage dévorés par les insectes que les plantes normales, ce qui confirme l'avantage sélectif de la thigmonastie.

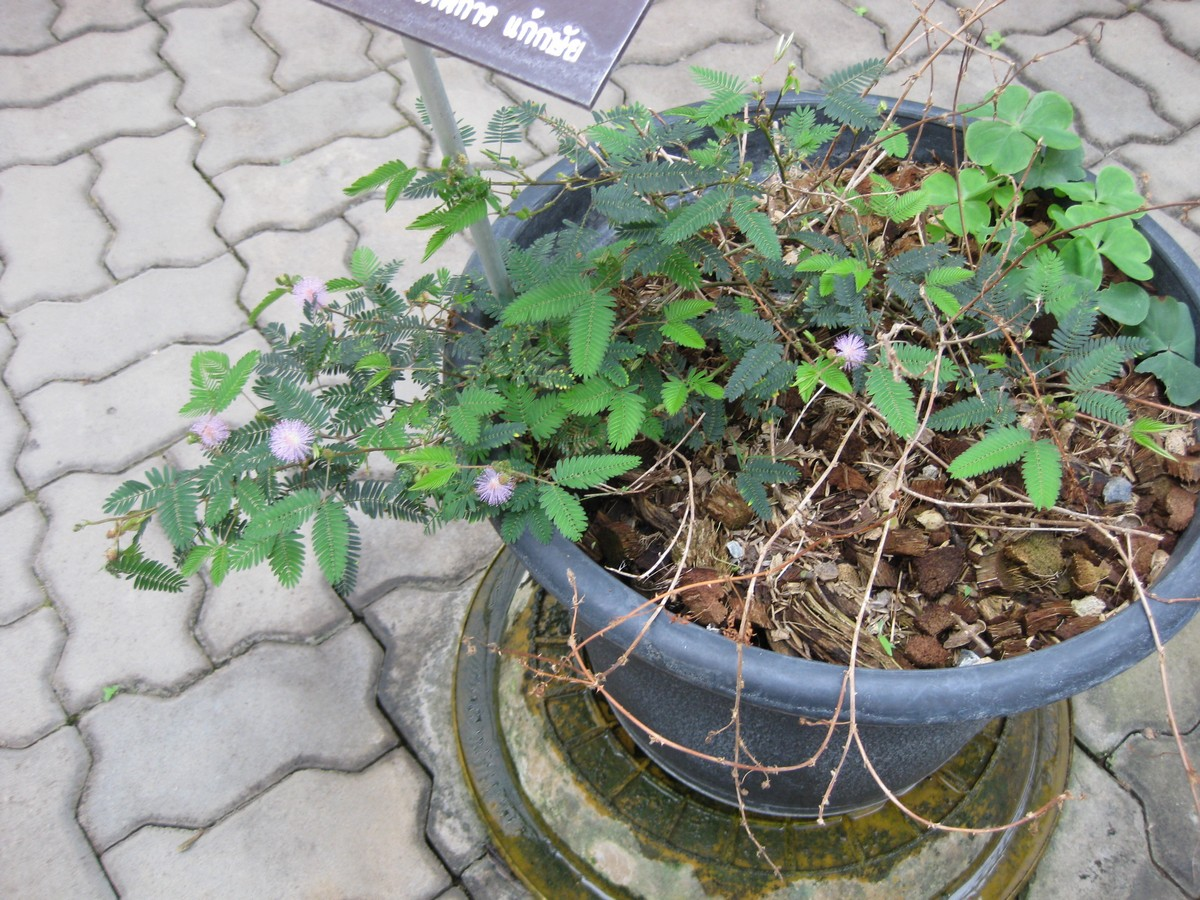
Mimosa pudique en fleurs, Jardin botanique de la reine Sirikit, Thaïlande
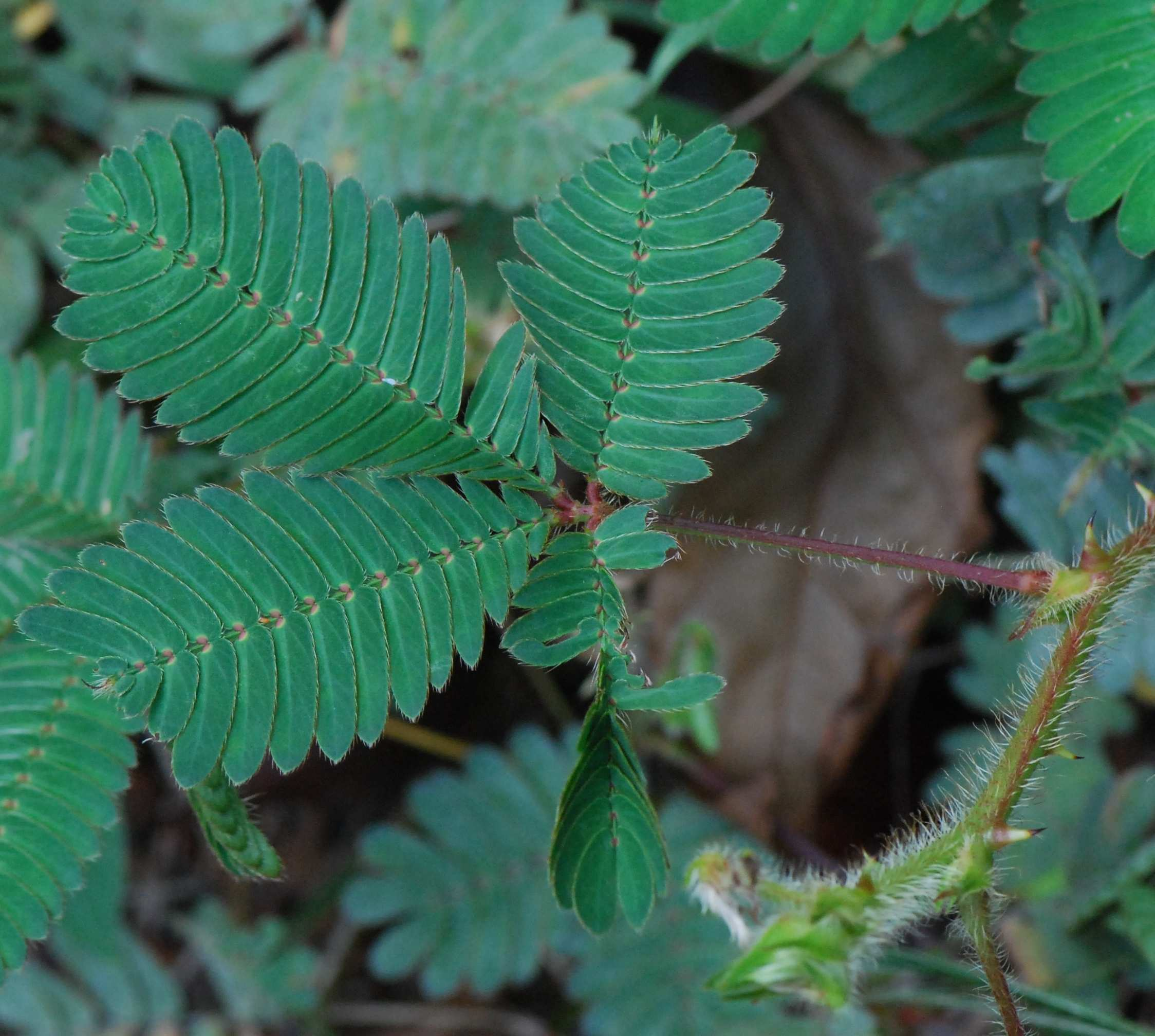
Feuille.
Feuille se repliant après avoir été effleurée par un doigt (image animée).
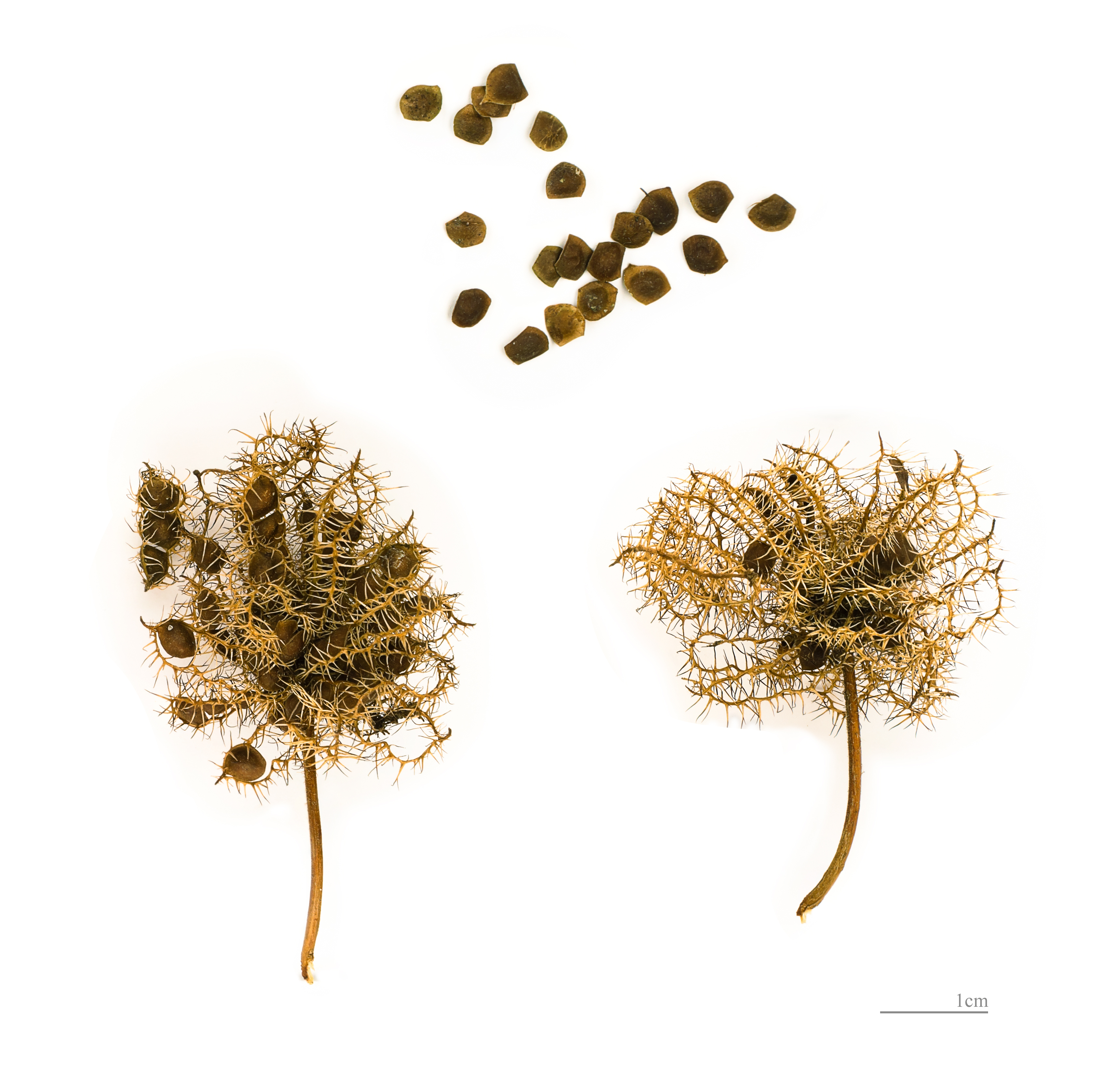
Gousses et graines - MHNT.

### Nyctinastie
Mimosa pudica est une espèce nyctinastique qui ferme ses feuilles la nuit. En mai 2015, une équipe de chercheurs de l'université de Stockholm ayant mené des expériences sur la nyctinastie chez Mimosa pudica révèle que ce comportement lui permet de se défendre contre les prédateurs nocturnes.

## Écologie
La sensitive est probablement d'origine néotropicale. Elle s'est répandue maintenant partout sous les tropiques.
On la trouve dans les pelouses, friches et sur les bords de route. Elle peut infester toutes les cultures. C'est une espèce rudérale et arvale.
Elle est très commune aux Antilles françaises sur les sols frais à humides.

## Composition
Mimosa pudica se caractérise sur le plan phytochimique par la présence de tanins, stéroïdes, alcaloïdes, triterpènes et de glycosides de flavonoïdes (des C-glycoflavones). Parmi les alcaloïdes citons : la mimosine (toxique), norépinéphrine, bufoténine, tryptamine. On a isolé aussi du bêta-sitostérol, du D-pinitol, de la crocétine et des tanins.
La présence de ces nombreux alcaloïdes rend cette plante potentiellement toxique.

## Utilisations
Les Mayas connaissaient les vertus relaxantes et antidépressives des feuilles. C'était une plante médico-magique pour les anciennes populations amérindiennes des Caraïbes.
Aux Antilles françaises, la racine est traditionnellement utilisée en décoction contre le mal de gorge et la coqueluche.
Elle est utilisée en médecine traditionnelle en Afrique, en Inde et en Chine.

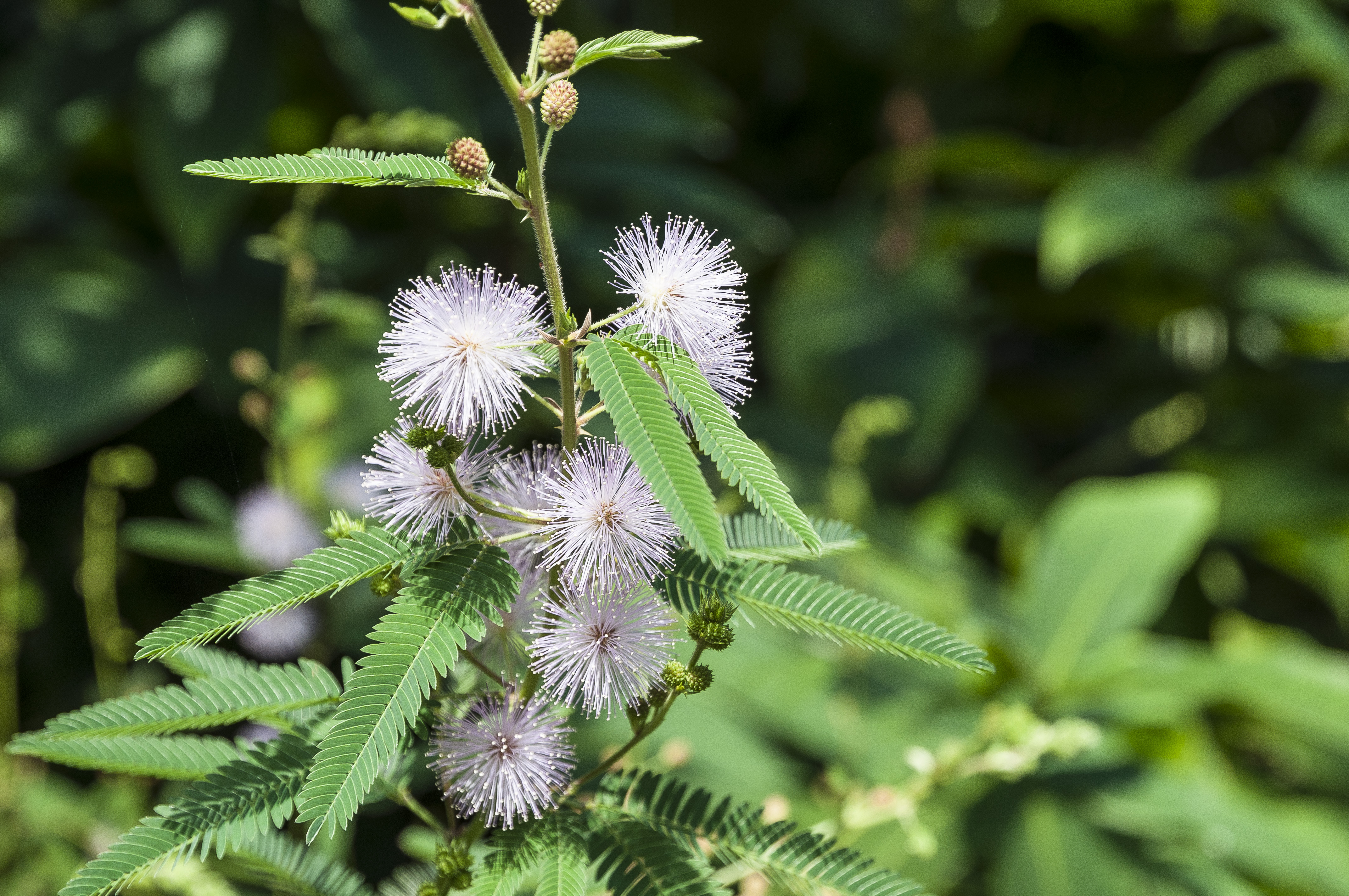
Sensitive (Mimosa pudica).

## Culture
Adventice des sols plats, profonds et humides, en région ayant plus de 1 100 mm de pluies par an. Elle est de culture facile, se contentant d'un pot même de petite dimension, mais préférant la chaleur et le plein soleil (entre 16 et 24 °C pour la fourchette idéale) ainsi qu’une atmosphère humide. (à rentrer au chaud en hiver car ne supportant pas une température en dessous de 10 °C)
Sol
Dans un pot, même de petite dimension : 50 % terreau de feuilles, 50 % terre de bruyère ; ou 100 % terreau ; ou 70 % terreau, 30 % tourbe.
Maintenir constamment humide et bien drainé.
Arrosage
Copieux en période chaude, beaucoup plus réduit en hiver.
La Mimosa pudica doit pousser dans un environnement humide.
C’est pour cela qu’il faut pulvériser de l’eau sur les feuilles au moins deux fois par semaine.
Pour les arrosages, une fois par semaine suffit, ne jamais laisser d’eau stagner dans les coupelles (risques de moisissure). Si l'humidité est trop faible ou si la plante manque d'eau, le feuillage peut tomber.
Semis
Imbiber les graines pendant une journée : mettre en pot de 6 cm de diamètre puis transférer quand la plante a pris un certain développement dans des pots de 15 cm. Couvrir éventuellement pour maintenir une humidité suffisante dans le pot.
Parasites
- Cochenilles : insectes piqueurs vivant à l'intérieur d'une masse cotonneuse. S'en débarrasser en les enlevant au fur et à mesure à l'aide d'un coton tige imbibé d'alcool.
- Aleurode des serres (Trialeurodes vaporariorum, Hémiptère).
- Thrips (Thysanoptères).

## Langage des fleurs
La légende raconte que le berger Iphis poursuivait de ses ardeurs une belle nymphe. Près de succomber, la jeune fille appela à son secours le dieu Hymen qui la changea en sensitive pour échapper au berger trop entreprenant.